# Hermann Busenbaum
Hermann Busenbaum (lub Busembaum) SJ (ur. 19 września 1600 w Nottuln w Westfalii, zm. 31 stycznia 1668 w Münster) – teolog jezuicki.
Busenbaum najbardziej znany jest jako mistrz kazuistyki i autor wydanego w Kolonii w 1645 roku podręcznika teologii moralnej Medulla theologiae moralis, facili ac perspicua methodo resolvens casus conscientiae. Był to podstawowy podręcznik spowiedników i do roku 1776 ukazał się w krajach katolickich w ponad 200 wydaniach. Od 1710 roku podręcznik ten zaczął się ukazywać w edycji rozszerzonej, opracowanej przez belgijskiego teologa jezuickiego Pierre Lacroix.
Treść tego podręcznika była wielokrotnie krytykowana przez niektórych teologów katolickich spoza kręgów jezuickich (głównie we Francji), a także przez Parlament francuski, a zawarta w Medulla kazuistyka została wykorzystana przeciwko jezuitom podczas obrad Parlamentu francuskiego w 1772 roku.